# Appius Claudius Crassus (consul in 349 v.Chr.)
Appius Claudius Crassus Inregillensis was een Romeinse consul in 349 v.Chr. ten tijde van de Romeinse Republiek. In 362 v.Chr. werd hij benoemd tot dictator.
Appius Claudius Crassus was lid van de machtige patricische gens Claudia, een van de oudste gentes van het oude Rome. Hij was een kleinkind van decemvir Appius Claudius Crassus.
Hij was in 367 v.Chr. fel tegen de wetten van Licinius en Sextius, waardoor plebejers consul konden worden.
Nadat in 362 v.Chr. consul Lucius Genucius Aventinensis was gedood in de strijd met de opstandige Hernici werd Claudius Crassus tot dictator benoemd.  Hij wist de Hernici ondanks zware verliezen te verslaan.